# هي (فلم 2016)
هي (بالفرنسية: Elle) هو فيلم إثارة نفسية فرنسي تم إنتاجه في سنة 2016 وهو من إخراج بول فيرهويفن وبطولة إيزابيل أوبير ولورينت لافيت وآن كونسيني وتشارلز بيرلنج وفرجينيا افيرا وأليس إيسا. قصة الفيلم تتكلم عن سيدة أعمال يتم اغتصابها عن طريق شخص ملثم وتقرر أن لا تبلغ الشرطة بذلك بسبب ماضيها السئ معهم.
هذا الفيلم هو أول فيلم سينمائي من إخراج المخرج الهولندي بول فيرهويفن منذ فيلم الكتاب الأسود الذي أخرجه في سنة 2006 وهو أول فلم ناطق بالفرنسية له. تم ترشيحه لنيل جائزة السعفة الذهبية في مهرجان كان السينمائي 2016. فاز هذا الفيلم أيضاً بجائزة غولدن غلوب لأفضل فيلم بلغة أجنبية في سنة 2016، وفاز أيضاً جائزة اختيار النقاد للأفلام كأفضل فيلم أجنبي. رشح أيضاً لنيل جائزة الأوسكار لأفضل فيلم بلغة أجنبية ورشحت الممثلة إيزابيل أوبير لنيل جائزة الأوسكار لأفضل ممثلة في سنة 2016. في حفل جوائز سيزار ترشح الفيلم لنيل 11 جائزة وحاز على جائزة أفضل فيلم.

## القصة
تدور أحداث الفيلم حول (ميشيل) صاحبة الشخصية القوية ومالكة إحدى شركات ألعاب الفيديو، والتي تقع في غرام عملها مثلما تقع المرأة في غرام حبيبها. تتعرض ميشيل لهجوم من شخص غريب ملثم داخل منزلها مما يغير حياتها إلى الأبد بعدما يقوم باغتصابها، وحينما تتعقب المعتدي عليها تدخل في لعبة مشوقة وخطيرة عليها وعليه أيضاً وذلك بسبب علاقاتها الماضية والسيئة بالشرطة.

## البطولة
- إيزابيل أوبير بدور ميشيل لوبلان
- لورينت لافيت بدور باتريك جار ميشيل
- آن كونسيني بدور آنا
- كرسيتان بيركل بدور روبرت
- فرجينيا افيرا بدور ريبيكيا زوجة باتريك
- تشارلز بيرلنج بدور ريتشارد كاسامويو
- أليس إيسا بدور جوسي
- جوديث ماغري بدور إيرين لوبلان
- فيرمالا بونس بدور هيلين
- جوناس بلوكيه بدور فنسنت ابن ميشيل
- لوكاس بريسور بدور كورت شريك ميشيل
- أرتور مازيه بدور كيفن شريك ميشيل
- رافاييل لينغليت بدور رالف

## التقييم
حصل الفيلم على تقييم 91% في موقع الطماطم الفاسدة وذلك بعد حصوله على 213 مراجعة، أشاد النقاد بالدور القوي للمخرج بول فيرهويفن وبأداء الممثلة إيزابيل أوبير. في موقع ميتاكريتيك حصل الفيلم على درجة 89 من 100 وحصل على 36 نقد معظمها إيجابي.

## وصلات خارجية
- مقالات تستعمل روابط فنية بلا صلة مع ويكي بيانات

- الموقع الرسمي
- هي على قاعدة بيانات الأفلام على الإنترنت